# 픽시

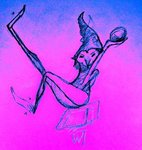
픽시

픽시(pixie)는 영국의 민간 설화에 나오며 장난을 좋아하는 작은 요정이다.

## 같이 보기
- 고블린